# ベアトリス1世 (ブルゴーニュ女伯)
ベアトリス（1世）・ド・ブルゴーニュ（Béatrice (Ire) de Bourgogne, 1140年代 - 1184年11月15日）は、ブルゴーニュ伯（在位：1148年 - 1184年）、ローマ皇帝フリードリヒ1世の2番目の妃。

## 生涯
ブルゴーニュ伯ルノー3世と妃アガタ（ロレーヌ公シモン1世の娘）の間の唯一の子供で、父の死により幼くして伯位を継いだ。また、1156年にローマ皇帝フリードリヒ1世と結婚した。ドイツ名はベアトリクス・フォン・ブルグント（Beatrix von Burgund）。この結婚により、ブルゴーニュ伯領はその後ホーエンシュタウフェン家領となった。
ベアトリスはフリードリヒ1世との間に多くの子をもうけた。
- ゾフィー（1161年 - 1187年）
- ベアトリクス（en）（1162年 - 1174年）
- フリードリヒ5世（1164年 - 1170年） - シュヴァーベン公
- ハインリヒ（1165年 - 1197年） - ローマ皇帝（6世）
- フリードリヒ6世（コンラート）（1167年 - 1191年） - シュヴァーベン公
- オットー（オトン、1170年 - 1200年） - ブルゴーニュ伯
- コンラート2世（1172年 - 1196年） - シュヴァーベン公
- レナート（1173年 - ?）
- ヴィルヘルム（1176年 - ?）
- フィリップ（1178年 - 1208年） - ドイツ王
- アグネス（1181年 - 1184年）